# Hugo Gonçalves Ferreira Neto
Hugo Gonçalves Ferreira Neto (20 september 2001), beter bekend als Hugo, is een Braziliaans voetballer die onder contract ligt bij Botafogo FR.

## Carrière
Hugo ruilde in 2019 de jeugdopleiding van SC Corinthians voor die van Botafogo FR. Op 20 september 2020 maakte hij zijn officiële debuut in het eerste elftal van de club: in de competitiewedstrijd tegen Santos FC (0-0-gelijkspel) liet trainer Paulo Autuori hem in de 85e minuut invallen. In 2020 degradeerde Hugo met Botafogo naar de Série B, maar een jaar later keerde hij met de club terug naar de Série A.
In november 2021 brak Botafogo het contract van Hugo open tot 2024.